# 裴光荣
裴光荣（1953年8月8日—），越南政治人物，越南共产党第十一届中央委员会委员。

## 人物履历
裴光荣1975年毕业于太原农林大学，毕业后任职于黄连山省（今老街省）豐海農場市鎮，期间曾在苏联莫斯科留学，此后长期在老街省任职，历任保胜县人民委员会主席、越共老街省委檢查委員會主任、老街省人民议会主席，2001年升任越共老街省委副书记、省人民委员会主席。2006年升任越共老街省委书记。
2010年，回到河内，出任越南计划投资部部长。2016年卸任。